# Joseph-Alphonse Esménard
Joseph-Alphonse Esménard (Pélissanne, 1770 - Fondi, 25 de juny de 1811) va ser un poeta francès. Era germà del periodista Jean-Baptiste Esménard.

## Vida
Editor de periòdics reialistes, Esménard va abandonar França arran dels fets revolucionaris del 10 d'agost de 1792 i va viatjar arreu d'Europa, tot visitant Anglaterra, els Països Baixos, Alemany, Itàlia, Constantinoble i Grècia. Va tornar a París l'any 1797, i hi va escriure a La Quotidienne, però de nou va ser forçat a l'exili després del cop d'estat del 18 de fructidor, no sense abans haver passat dos mesos a la Prison du Temple. Va tornar de nou a França després del cop d'estat del 18 de brumari, però ben aviat va sortir de nou vers Saint-Domingue com a secretari del general Leclerc en l'expedició de Saint-Domingue. En tornar de l'expedició va ser nomenat cap de l'oficina dels teatres, dependent del Ministeri de l'Interior, gràcies a la protecció de Savary. No obstant això, poc després va partir de nou per acompanyar l'almirall Villaret de Joyeuse a Martinica.
Va tornar de nou a França, on va ser creditor d'importants favors del govern imperial pels serveis prestats - censor dels teatres i llibreries, censor del Journal de l'Empire i cap de divisió del Ministeri de l'Interior. L'any 1810 va ser elegit com a membre de l'Académie française.
Per haver publicat un article satíric contra un dels enviats de Napoleó a Rússia al Journal de l'Empire, va ser desterrat a Itàlia durant uns mesos. Quan tornava de l'exili va patir un accident de cotxe de cavalls, arran del qual va morir a Fondi, prop de Nàpols.

## Obra
Esménard és principalment conegut pel poema didàctic i descriptiu de títol La Navigation, publicat inicialment en 8 cants l'any 1805 i després reeditat en 6 cants l'any 1806. És una obra precisa, feta a partir de les observacions de l'autor en el transcurs dels seus viatges. Malgrat tot, la seua versificació és monòtona i l'obra careix d'acció i moviment.
Va escriure el llibret de l'òpera en tres actes Le triomphe de Trajan, amb música de Jean-François Lesueur, que descriu la vida de Trajà, però farcida d'aduladores al·lusions a Napoleó I de França. Va ser estrenada amb crítiques triomfals l'any 1807. També va escriure el llibret de l'òpera en tres actes Fernand Cortez ou la conquête du Mexique (1809) en col·laboració amb Victor-Joseph Étienne de Jouy i música de Gaspare Spontini, que també va gaudir d'un bon èxit. També és autor d'una sèrie de poemes a la glòria de Napoleó, recollits sota el títol La Couronne poétique de Napoléon (1807).